# Giacomo Mari
Giacomo Mari (ur. 17 października 1924 w Vescovato, zm. 16 października 1991 w Cremonie) – włoski piłkarz. Giacomo Mari jest jednym z pięciu włoskich piłkarzy (inni to Giampiero Boniperti, Gino Cappello, Ermes Muccinelli i Egisto Pandolfini), którzy grali na mistrzostwach świata w 1950 i 1954. W czasie swojej kariery występował m.in. Cremonese, Atalancie, Juventusie, Sampdorii i w Padova.
Jego młodszy brat Italo Mari wystąpił w strzelectwie na igrzyskach olimpijskich w 1980 w Moskwie.